# Babuškin
Babuškin in russo Бабушкин? è una città della Russia asiatica che si trova nel Kabanskij rajon della Repubblica della Buriazia, a 150 chilometri da Ulan-Udė, sulla riva meridionale del Lago Bajkal, lungo il percorso della Ferrovia transiberiana, la cui stazione conserva il nome di Mysovsk, denominazione della città dal 1902 al 1941, anno in cui assunse quella attuale in onore di Ivan Vasil'evič Babuškin.